# Merenré-piramis
A Merenré-piramis a VI. dinasztiabeli I. Nemtiemszaf (uralkodói nevén: Merenré) számára épült piramis Szakkarában, I. Pepi piramisától 450 méterre délnyugatra, körülbelül ugyanennyi távolságra a Dzsedkaré-piramistól. Eredeti neve Hanofer-Merenré volt, azaz „Felragyog Merenré szépsége/tökéletessége”. Ma nagyrészt romokban áll, nehéz megközelíteni és nem látogatható.
A piramis 52.5 méter magas, alapjának oldalhossza 78.75 méter, dőlésszöge 53°07'48". A felvezető út 250 méter hosszú. A piramiskomplexumot vályogtégla fal vette körül. A halotti templomnak csak nyomait lehetett megtalálni. A bizonyítékok arra utalnak, az építkezés egy ponton hirtelen megállt és többé nem folytatódott; valószínűleg a király halálakor hagyták abba. A bejárat az északi oldalon nyílik, és egy előkamrába vezet, amelyből újabb folyosó újabb kamrába vezet; ebből nyílik jobbra a sírkamra, balra pedig a szerdáb. A sírkamrában színes reliefekkel díszített szarkofág állt a fal mellett; ezt jó állapotban találták meg a feltáráskor, bár a sírt már kifosztották. A mennyezetet csillagokkal díszítették.
A piramist először 1830-ban kutatta John Perring. Az 1880-as években Gaston Maspero a földalatti kamrákban a Piramisszövegeket kereste; az ő feltárása során került elő a piramisból egy múmia, melyet eleinte későbbi temetkezésből származónak hittek, de egyes tudósok ma úgy vélik, lehetséges, hogy magának Merenrének a múmiájáról van szó. Amennyiben valóban így van, ez a legrégebbi ismert múmia. A 20. század vége óta egy francia kutatócsoport ásat itt Jean Leclant vezetésével.

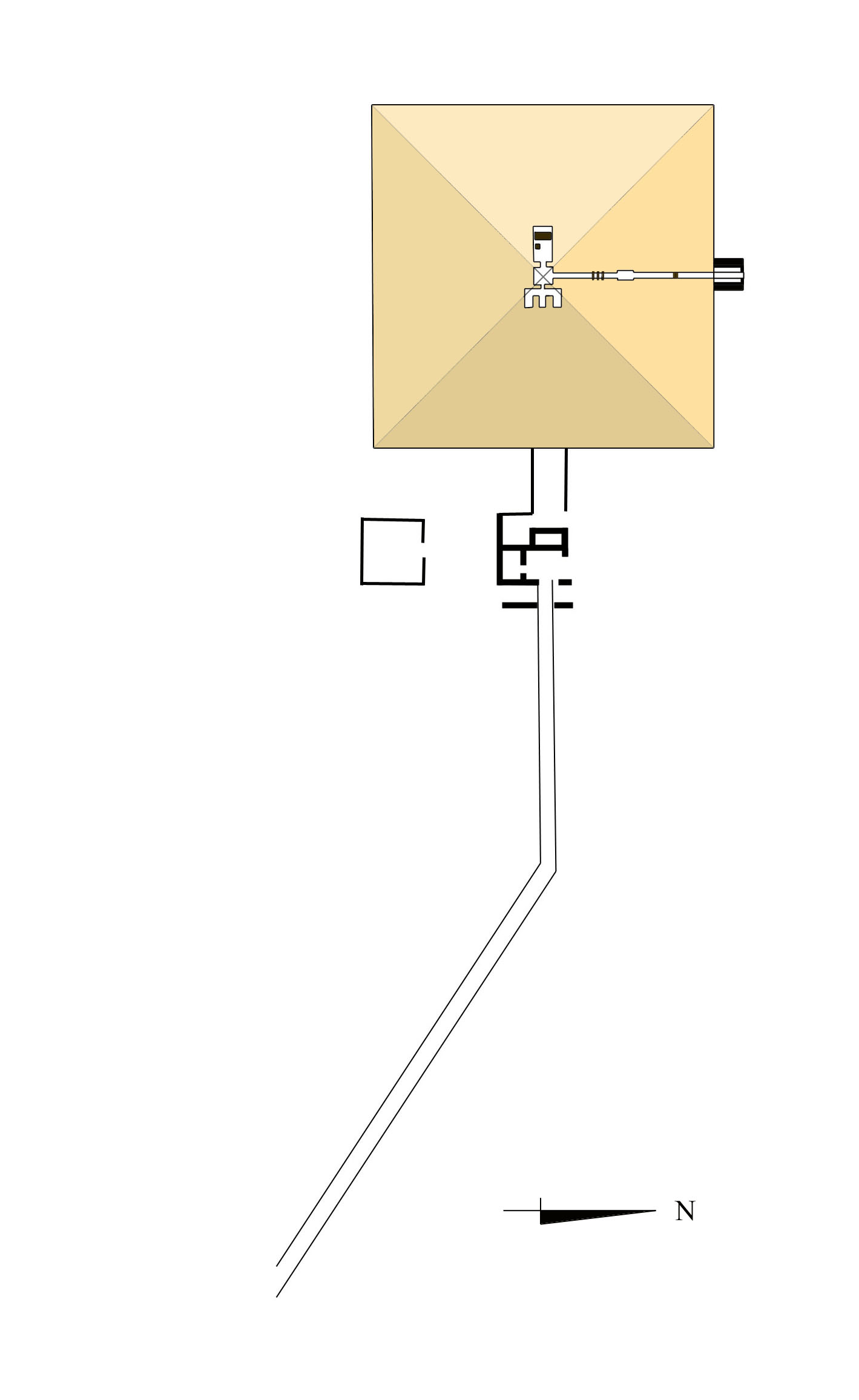
A piramiskörzet alaprajza

## Fordítás
- Ez a szócikk részben vagy egészben  a   Pyramid of Merenre című angol Wikipédia-szócikk ezen változatának fordításán alapul.  Az eredeti cikk szerkesztőit annak laptörténete sorolja fel. Ez a jelzés csupán a megfogalmazás eredetét és a szerzői jogokat jelzi, nem szolgál a cikkben szereplő információk forrásmegjelöléseként.